# Dan Stuparu
Dan Stuparu (n. 20 octombrie 1951, Râmnicu Vâlcea, județul Vâlcea – d. 28 aprilie 2013) a fost maestru (Sensei, 8 DAN) al artelor marțiale din România (karate tradițional), antrenor, arbitru național și internațional de categoria A (pentru stilurile kata și kumite), prim conducător al Federației Române de Karate Tradițional (printre fondatorii căreia s-a aflat) și director tehnic al acesteia. S-a remarcat ca pionier al karate-ului tradițional în România. A deținut și funcțiile de vicepreședinte al Federației Europene și pe aceea de președinte al Federației Balcanice - de profil.

### Studii
Universitatea Brașov: Facultatea de Mecanică Brașov, promoția 1976 

### Activitate
- 1972 începe practica artei marțiale [4] în cadrul universității sub îndrumarea antrenorului Dorel Negrea. [5] Antrenamentele se fac în corpul T al Universității Transilvania.
- 1974 devine elev direct al lui Sensei Ilija JORGA [4]
- 1976-1977: inginer stagiar SMA Spătărești, jud. Suceava [3]
- 1977-1986: inginer proiectant ICPITMUA Brașov [3]
- In anii 80 predă cursuri de karate în Complex Agrement Sub Tâmpa
- 1987-1989: vicepreședinte F.C. Olt [3]
- La sfârșitul anilor 80 predă cursuri de karate în Sala Sporturilor Brașov
- 1990-1993: antrenor federal F.R. de Arte Marțiale [3]
- 1993-2013: președinte al F.R.K.T. [3]

### Premii și distincții
Medalia naționala Serviciul Credincios clasa a III-a 

### Publicații
Manualul antrenorului de karate traditional